# Penelope Anne Coelen

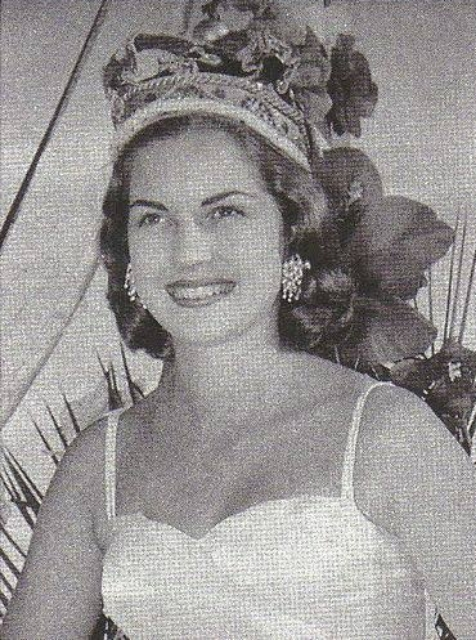
Penelope Anne Coelen

Penlope Anne Coelin (sinh 15 tháng 4 năm 1940 tại Durban, Nam Phi) là Hoa hậu Thế giới 1958.
Bà đăng quang năm 18 tuổi và trở thành người phụ nữ Nam Phi đầu tiên đăng quang danh hiệu Hoa hậu Thế giới. Đồng thời, bà là người phụ nữ thứ hai của châu Phi, sau Antigone Costanda của Ai Cập, đoạt danh hiệu này.
Người kế vị của bà là Corinne Rottschafer, Hoa hậu Thế giới 1959 đến từ Hà Lan.
| Tứ đại Hoa hậu (1958)              | Tứ đại Hoa hậu (1958)                 | Tứ đại Hoa hậu (1958) | Tứ đại Hoa hậu (1958) |
| ---------------------------------- | ------------------------------------- | --------------------- | --------------------- |
| Hoa hậu Hoàn vũ Luz Marina Zuluaga | Hoa hậu Thế giới Penelope Anne Coelen | Hoa hậu Quốc tế none  | Hoa hậu Trái đất none |